# Eduard Ulrich (Politiker, 1813)

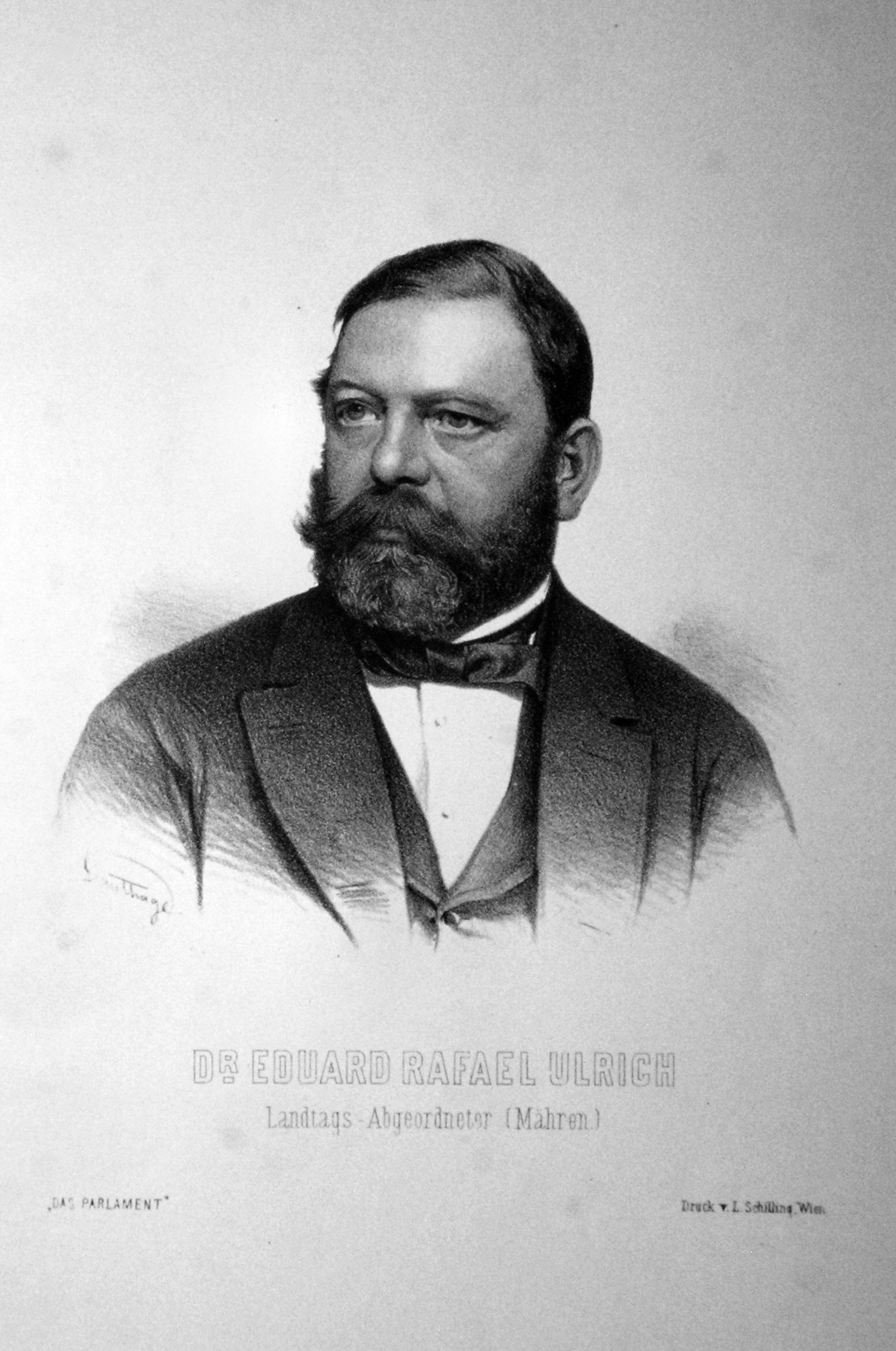
Eduard Raphael Ulrich Lithographie von Adolf Dauthage, ca. 1880

Eduard Raphael Ulrich (geboren 9. März 1813 in Zöptau, Kaisertum Österreich; gestorben 4. Oktober 1881 in Brünn, Österreich-Ungarn) war ein österreichischer Jurist und Mitglied der Frankfurter Nationalversammlung.

## Leben
Ulrich studierte Jura in Olmütz, erst nach 1849 wurde er promoviert. Von 1842 bis zu seinem Tod war er als Advokat in Brünn tätig. Ab 1861 besaß er das Schloss Johrnsdorf.
Er war vom 28. August 1848 bis zum 5. Dezember 1848 Mitglied des Frankfurter Paulskirchenparlaments. Er schloss sich der Fraktion Westendhall an und war der Nachfolger von Anton Hübner, ihm folgte Andreas Riegler. Sein Wahlkreis war Mähren (Kreis Znaim, Znaim 1).
Von 1849 bis 1881 war er Vizepräsident der Rossitzer Bergbaugesellschaft.
Ab 1874 war er Vizepräsident, in seinem Todesjahr Präsident der Advokatenkammer Mähren.